# بوا فيستا دو توبيم
بوا فيستا دو توبيم بلدية في ولاية باهيا في المنطقة الشمالية الشرقية من البرازيل.